# Нг Јен Ји
Венди Јен Ји Нг (малајс. Wendy Yan Yee Ng; Куала Лумпур, 11. јул 1993) елитна је малежанска скакачица у воду кинеског порекла и репрезентативка Малезије у овом спорту. Подједнако скаче и са даске са висине од 3 метра и са торња са висине од 10 метара, како у појединачним тако и у синхронизованим скоковима. 
На међународној сцени дебитовала је током 2010. године, прво на такмичењима светске гран-при серије, а потом и на Играма Комонвелта и првенству Азије. Већ наредне године дебитовала је на  светском првенству у Шангају, а најбољи пласман на том такмичењу било јој је 10. место у финалу синхронизованих скокова са даске. 
Као члан олимпијске репрезентације Малезије учестовала је на ЛОИ 2012. у Лондону и на ЛОИ 2016. у Рију, а најбољи резултат остварила је управо у Рију где је скоковима са даске 3м освојила 10. место у финалу.
Најбољи резултат на светским првенствима остварила је у Будимпешти 2017. где је у синхронизованим скоковима са даске у пару са Дабитом Сабри заузела 6. место. 